# Pinguicula ramosa
Pinguicula ramosa ist eine fleischfressende Pflanze aus der Gattung der Fettkräuter (Pinguicula). Sie kommt ausschließlich an einem Berg in Japan vor, ihr japanischer Name lautet Kōshinsō (庚申草, dt. „Kōshin-Kraut“).

## Beschreibung

### Habitus
Pinguicula ramosa bildet eine bodenständige Rosette aus fünf bis sieben Blättern mit zahlreichen feinen fadenförmigen Wurzeln. Die fleischigen Blätter sind kurzgestielt, hellgrün, spatelförmig bis elliptisch, am Ende stumpf und seitlich eingerollt. Sie erreichen eine Länge von 7 bis 20 Millimetern und eine Breite von 5 bis 10 Millimetern. Zur Überwinterung bildet sie ein sehr kleines Hibernakel aus, aus der sie im April wieder austreibt.

### Blüten
Die 15 bis 90 Millimeter langen, aufrechten und drüsig behaarten Blütenstiele sind am Ansatz (einzigartig in der Gattung) verzweigt und tragen im Juni/Juli zwei bis drei jeweils endständige zygomorphe Blüten. Trag- und Vorblätter fehlen. Die Blüten erreichen eine Länge zwischen 7 und 11 Millimetern. Das obere Kelchblatt ist tief dreiteilig gelappt, jeder Lappen ist 2 Millimeter lang. Das untere Kelchblatt ist zweiteilig, die Lappen sind eiförmig-lanzettlich und mit Drüsen besetzt und bis zu 2,5 Millimeter lang. Die Korolla ist violett oder weiß, das obere Kronblatt ist zweiteilig und 1,5 bis 2 Millimeter lang, das untere dreiteilig gelappt. Der Mittellappen des unteren Kelchblattes ist auffällig groß (3 bis 4 Millimeter lang) und mittig tief ausgerandet, die Seitenlappen rund 1,5 Millimeter lang. Der konische, schlanke Sporn erreicht eine Länge von 3 bis 4 Millimetern. Die Staubfäden sind gebogen, der Fruchtknoten rund.
Die umgekehrt-eiförmigen bis elliptischen Kapselfrüchte erreichen eine Länge von 2 bis 4 Millimetern und eine Breite von 2 bis 3 Millimetern. Die Samen sind ellipsoid, braun, rund 1 Millimeter lang und 0,5 Millimeter breit. 
Die Chromosomenzahl beträgt 2n=18 (ebenfalls ein einzigartiges Merkmal in der Gattung).

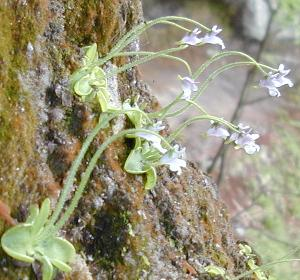
Pinguicula ramosa am Kōshin-Berg

## Verbreitung, Habitat, Gefährdung
Pinguicula ramosa wächst endemisch in den Bergen des Nikkō-Nationalparks, vor allem am Kōshin-Berg, in Höhenlagen zwischen 1500 und 1900 m. Sie besiedelt ausschließlich verwitterte Granitfelsen an feuchten, nebligen Standorten in halbschattiger bis schattiger Lage. Gelegentlich ist sie vergesellschaftet mit Saxifraga fortunei und Primula modesta.
Ihr Habitat wurde 1921 gesetzlich geschützt und 1952 zu einem besonderen Naturdenkmal Japans erklärt.
Pinguicula ramosa ist stark bedroht durch den – von saurem Regen und Bergsteigern beförderten – Zerfall der Granitfelsen und durch Hirsche, die die Pflanzen fressen. Trotz gesetzlichen Schutzes gilt das Überleben der Art derzeit als nicht gesichert.

## Systematik
Pinguicula ramosa wurde 1890 von Manabu Miyoshi erstbeschrieben. 1953 stufte Michio Tamura sie als reine Varietät zu Pinguicula villosa ein, diese Einordnung setzte sich aber nicht durch. In seiner Monographie zur Gattung platzierte Casper sie gemeinsam mit dem Alpen-Fettkraut (Pinguicula alpina), Pinguicula algida und Pinguicula variegata in der Sektion Micranthus, die letztere gilt als ihre engste Verwandte.